# Dubiszcze
Dubiszcze (ukr. Дубище) – osiedle typu miejskiego na Ukrainie w obwodzie wołyńskim.